# Pierre Goudreaux
Pierre Louis Goudreaux, né le 1694 à Paris et mort le 10 avril 1731 à Mannheim, est un peintre français.

## Biographie
Élève de Nicolas de Largillierre et de Hyacinthe Rigaud, Goudreaux s’est expatrié avant 1722. Entré au service de l’électeur-palatin Charles III Philippe, il a travaillé à Heidelberg, et surtout à la décoration du château de Mannheim, alors résidence des Princes-Électeurs palatins de la branche ainée de la maison de Wittelsbach.

## Galerie

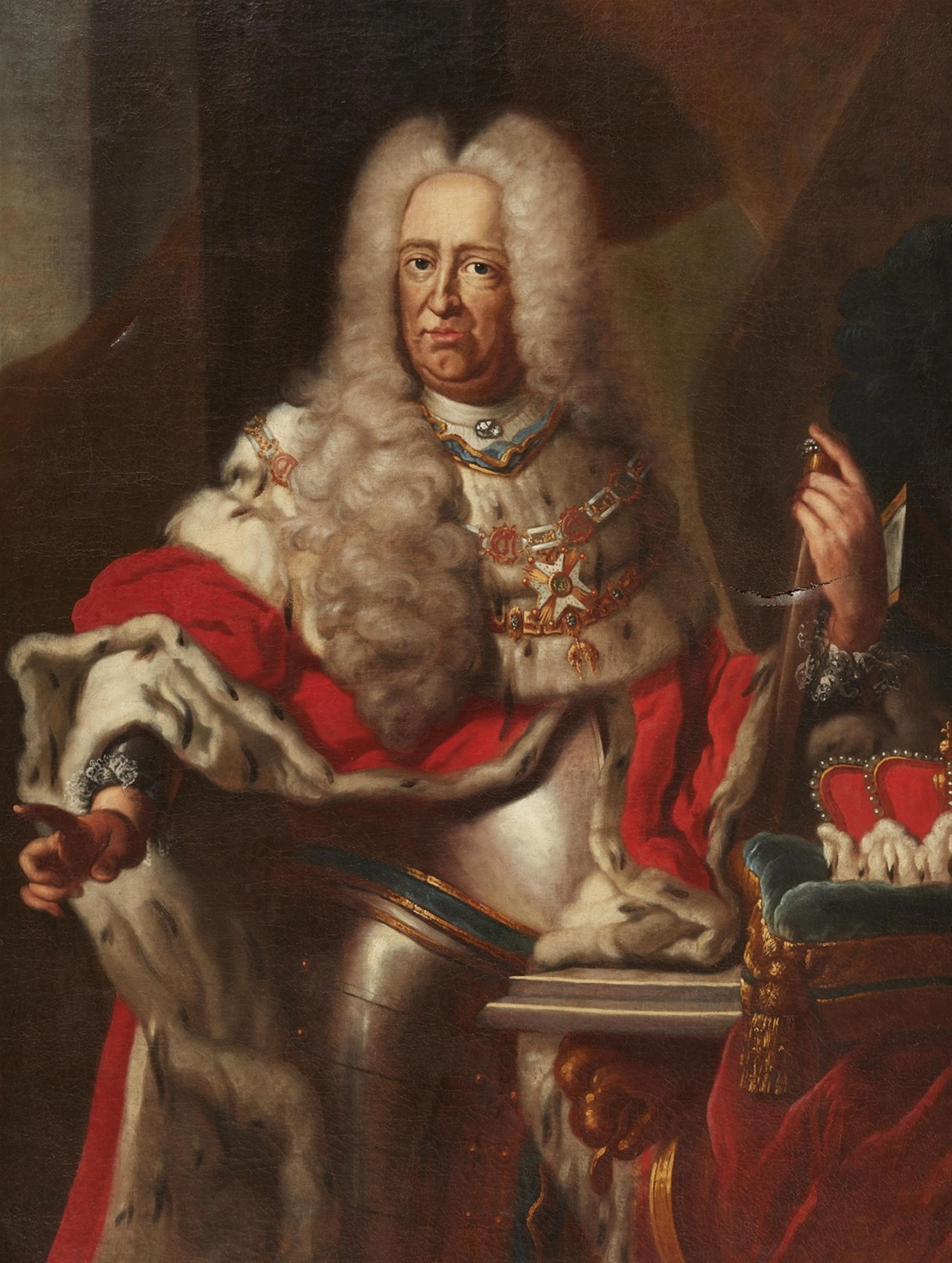
Charles III Philippe du Palatinat.
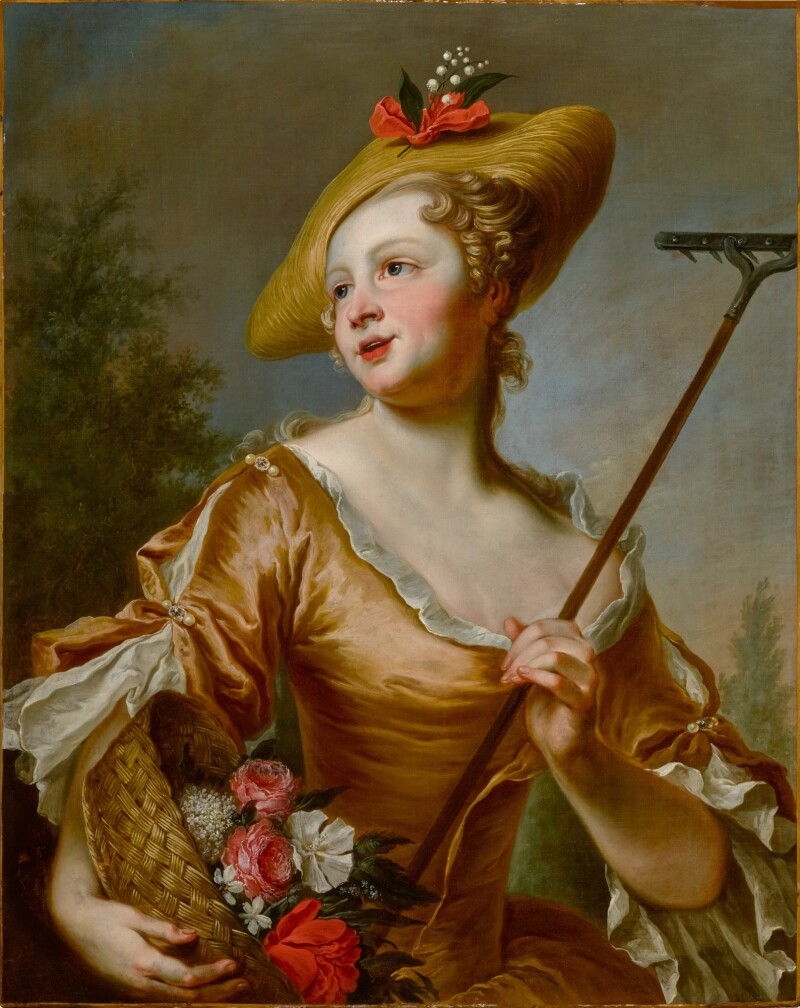
Portrait de femme avec un chapeau de paille.
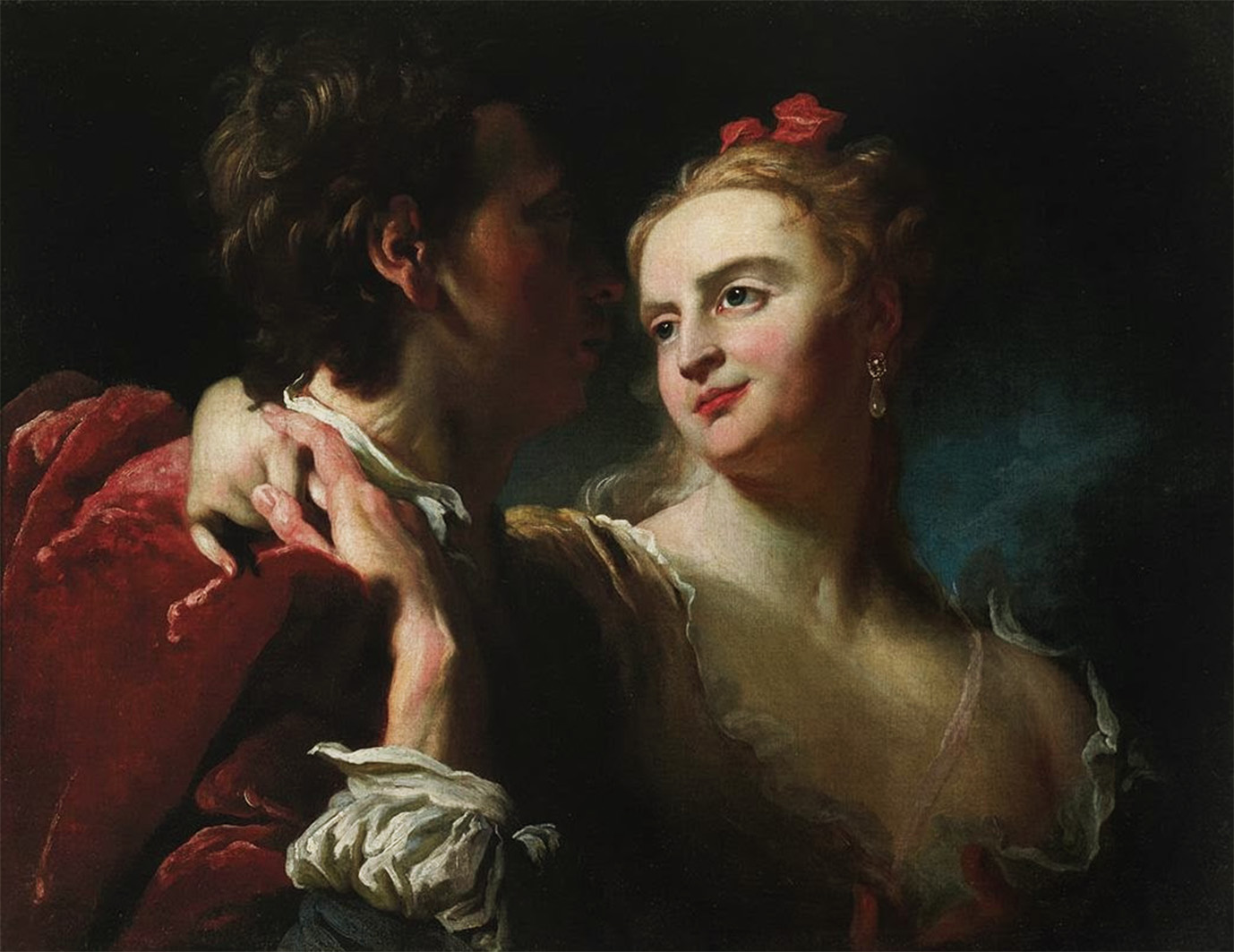
Couple amoureux.